# Claude Chaigneau
Claude Chaigneau, né le 17 décembre 1937 à Haguenau (Bas-Rhin) et mort le 22 octobre 2022 à Aurillac (Cantal), est un peintre français.

## Biographie
Né « au hasard de la ligne Maginot », Claude Chaigneau vit une enfance et une adolescence dans l'Aveyron. Sa mère est institutrice, Aveyronnaise, elle passe deux ans en Alsace et c'est là que naît Claude Chaigneau, mais c'est le Rouergue qui façonne sa personnalité.
Après des études à Paris, il devient professeur à l'école des beaux-arts de Toulouse. Il devient ensuite directeur de l'école des beaux-arts de Dakar (Sénégal). Puis il dirige l'école des beaux-arts de Toulon.
À partir de 1974, après un arrêt de sa production, il réalise des « empreintes », utilisant son propre corps comme moyen de « réinvestir un sujet et aussi le sujet de la peinture». « L'empreinte est un signe de reconnaissance du corps, de l'acte pictural et de la matérialité du support. »
Il a travaillé aux confins de l'Auvergne, du Quercy et du Rouergue.

## Œuvres
Ses œuvres se retrouvent dans des collections privées et publiques, comme le musée des Augustins de Toulouse et le musée d'art moderne et d'art contemporain de Nice.

## Expositions

### Expositions personnelles

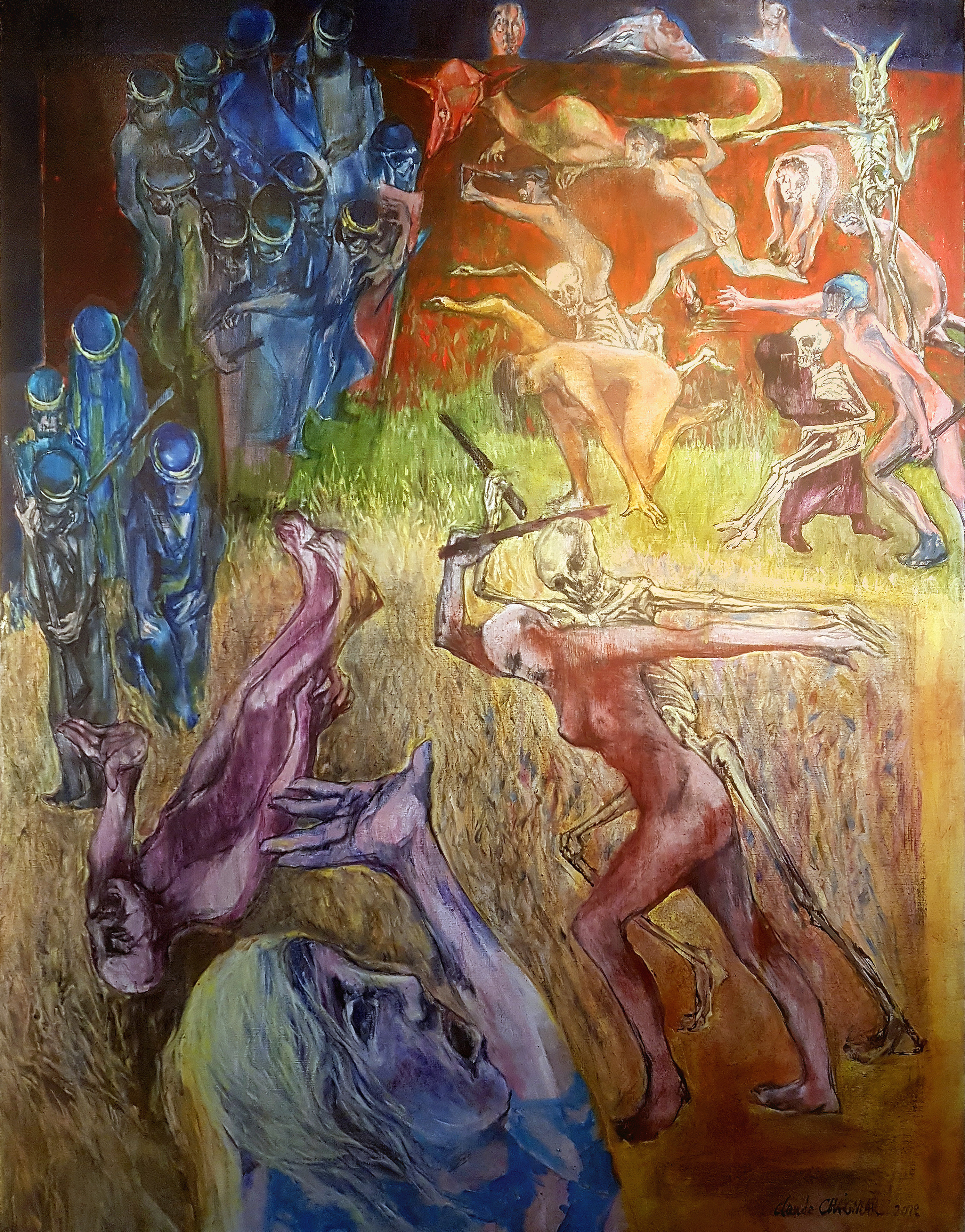
Dernier tableau du peintre signé peu de jours avant sa mort.

- Maurs La jolie, l’Épicerie. L’association maursoise "Tous Artzimut"  17 juin -9 juillet 2023
- Aurillac, Les écuries d'Aurillac du 4 avril au 9  juin 2012
- Rieupeyroux, Centre Centre Culturel décembre 2010
- Toulouse. Galerie Art-sud. 2009.
- Aurillac. Musée des Beaux-Arts (Journées du Patrimoine), septembre 2008.
- Tours, Bibliothèque Municipale (avec Jean Cazelles) 2006
- Decazeville. Salle Jean-Ségalat (avec Jean Cazelles) 2005
- Rodez. Librairie-Galerie l’ivre d’art, 2005 (avec jean Cazelles)
- Lyon. Galerie Gérard Chomarat, 2003
- Conques. Centre européen d'art et de civilisation médiévale, 2003
- Rodez. Galerie Sainte-Catherine, 2001
- Toulouse. Centre culturel Saint-Jerôme, 1997
- Toulon. Galerie Remp'art, 1995
- Bastia. Galerie Vecchia, 1991
- Toulon. Musée des Beaux-arts, 1987
- Toulouse,  Galerie S. Boudet,  la joie de lire, 1969
- Toulouse, Galerie S. Boudet, la joie de lire, 1967
- Toulouse, Galerie S. Boudet, la joie de lire, 1965
- Lyon, Galerie Caracalla, 1964
- Toulouse,  Galerie S. Boudet, la joie de lire, 1963
- Carcassonne, Galerie Fontgrande, 1963
- Toulouse, Galerie S. Boudet, la joie de lire, 1960
- Carcassonne, hall de la Dépêche, 1960

### Expositions collectives

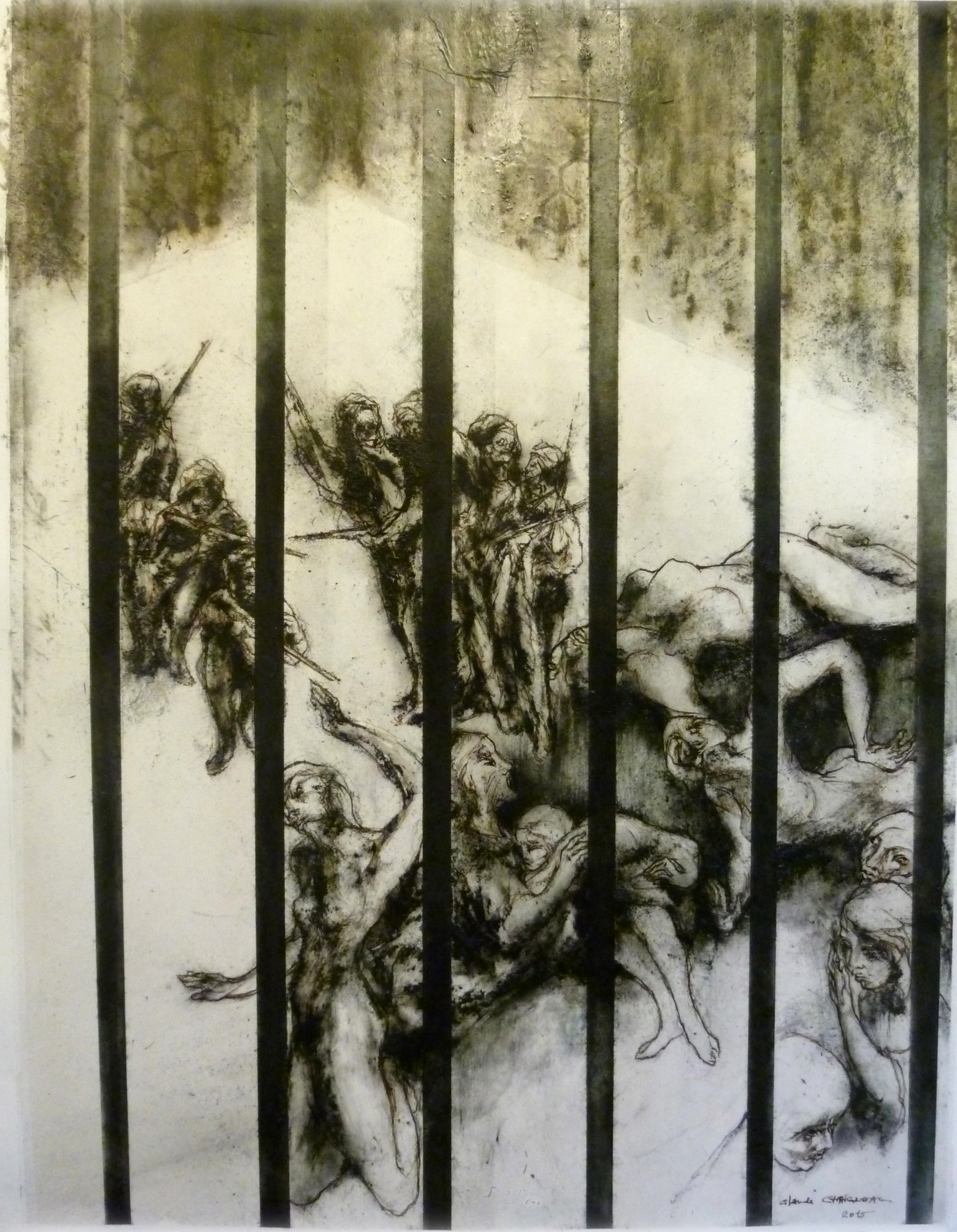
série les temps difficiles: Dessin 70 x 56

- Toulouse. Basilique Saint-Sernin. Jubilé des artistes, 2000
- Nice. MAMAC. Fondation d’entreprise, 1997
- Le Revest : Les créateurs du Var. septembre 1995
- Musée de Toulon, Autour de Vincent Courdouan : C. Chauvin, C. Chaigneau, M. Dufresne. S. Plagnol. décembre 1993/ avril 1994 "
- Hyères. Villa Noailles : Claude Chaigneau, Serge Maillet, Patrick Sirot, Christian Maillard 1993
- Le Revest (83) Claude Chaigneau, Patrick Sirot, Christian Maillard Maison des Comonis, 1993
- Toulon, Bibliothèque Universitaire J.P Bégué: Claude Chaigneau, Serge Maillet, Serge Plagnol, 1986.
- Toulon, Musée de Toulon anthologie de la création dans le Var, 1985
- Aix-en-Provence, Artothéque, École des Beaux-arts, 1985
- Toulouse, ENSEEIHT, mai 1972
- Paris, Maison Toulouse Midi-Pyrénées : 12 peintres de Toulouse, 1968
- Toulouse, Centre culturel. 1966